# 79-я пехотная дивизия (вермахт)
79-я пехотная дивизия (нем. 79. Infanterie-Division) — боевое тактическое соединение сухопутных войск нацистской Германии периода Второй мировой войны. Сформировалась в 1939 году и была укомплектована по штату пехотной дивизии второй волны мобилизации. Приняв участие во Французской кампании, бо́льшую часть Второй мировой войны дивизия провела на Восточном фронте, пережив два формирования. После разгрома дивизии в Ясско-Кишинёвской операции, её традиции были унаследованы 79-й народной пехотной дивизией (79. Volksgrenadier-Division), воевавшей против войск союзников в Люксембурге и западной Германии вплоть до своей капитуляции в апреле 1945 года.

## Формирование и первые годы
Мобилизация 79-й пехотной дивизии была начата 1 марта 1939 года в составе второй немецкой волны мобилизации. Личный состав 208-го пехотного полка был выделен из 34-й дивизии, 212-го — из 36-й, а 226-й пехотный полк создавался из 115-го полка 33-й дивизии. Новое соединение относилось к 12-му военному округу, со штаб-квартирой в Висбадене. Сама дивизия расквартирована в Кобленце. Официально превращена в дивизию 26 августа 1939 года. Первым местом службы стал участок франко-немецкой границы в районе Саара, где она участвовала в построении «линии Зигфрида». 10 мая 1940 года в районе того же Саарского фронта атаковала Францию в рамках Французской кампании. В июне дивизия участвовала в попытках прорыва линии Мажино и захвате города Эпиналь. Лотарингский крест стал символом дивизии. По словам унтер офицера Вернера Псаара, на выбор эмблемы повлияло то, что местом первых боёв дивизии была именно Лотарингия. С июня 1940 по апрель 1941 года дивизия располагалась на оккупированных землях и подготавливалась для операции «Морской лев». В апреле 1941 года семьдесят девятая дивизия была переведена в Клагенфурт, для вторжения в Югославию, но к моменту начала операции прибыть не успела и была включена в резерв.

### Барбаросса
26 июня 1941 года дивизия вошла в состав группы армий «Юг» для участия в операции «Барбаросса». С июня 1941 до сентября 1942 года 79-я сражалась на Украине в Коростене, Луцке, Ровно, Пирятине, Ахтырке, Харькове, Воронеже, Изюме, перед отправкой в октябре 1942 года в Сталинград.

### Сталинград
6-я армия, в составе которой находилась 79-я дивизия, начала наступление на Сталинград 17 октября 1942 года. Вела ожесточённые бои за завод «Красный Октябрь». 24 ноября 1942 года, после наступления советских войск 19 ноября, 79-я дивизия оказалась одной из воинских частей, попавших в «Сталинградский котёл». Через некоторое продолжительное время была расформирована в котле, до капитуляции. Шестая армия капитулировала 31 января 1943 года. Дивизионный штаб был эвакуирован воздушным путём 8—9 января, тогда как большинство бойцов дивизии оказалось в советском плену.

## Второе формирование
Семьдесят девятая дивизия быстро восстановилась спасёнными штабными офицерами. Весной 1943 года из остатков других немецких частей под Сталино она была вновь сформирована. Новое соединение принимало участие в операциях в районе Новочеркасска (до его освобождения 13 марта 1943 года). Далее переброшена на доукомплектование в район города Волноваха, а в апреле 1943 года вернулась в строй. В августе 1943 года дивизия сражалась за Кубанский плацдарм. После этого эвакуирована через Крым в низовье Днепра, где вела тяжёлые оборонительные бои на Никопольском выступе с ноября 1943 по январь 1944 года. Медленное отступление на запад продолжалось ещё почти год.

### Ясско-Кишинёвская операция
Летом 1944 года дивизия находилась в составе 4-го корпуса 6-й армии группы армий «Южная Украина». В августе 1944 участвовала в боях в районе города Яссы. Окружена и разгромлена в ходе Ясско-Кишинёвской операции в районе города Кицканы, рядом с рекой Берлад. Менее чем 1000 солдат удалось спастись. Командир дивизии генерал-лейтенант Фридрих Вайнкнехт попал в плен.

## Народная пехотная дивизия
27 октября 1944 года, при новой волне мобилизации (фольксштурмовской), дивизия создана вновь, на этот раз в Западной Пруссии, с новым именем — 79-я народная пехотная дивизия (79. Volksgrenadier-Division). Лишь 10 процентов бойцов — ветераны боевых действий, основу составляли солдаты, переведённые в дивизию за счёт поглощения 586-й народно-гренадерской дивизии. Фактически 586-я народная пехотная дивизия созданная 28 сентября 1944 года была просто переименована в 79-ю. 11 декабря 1944 года 79-я народная пехотная дивизия вошла в состав 7-й полевой армии резервных сил вблизи Битбурга, Германия.

### Люксембург
21 декабря 1944 года 79-я размещена вблизи города Дикирх, Люксембург. 24 декабря фольксгренадеры совместно с моторизованной бригадой «Фюрер» нанесли серию ударов по позициям американской 80-й пехотной дивизии. Целью был захват города Хедершейд, стратегического мостового перехода через реку Зауэр. Оба подразделения понесли большие потери, особенно когда 26 декабря бо́льшая часть артиллерии и бронетехники данного соединения была уничтожена американскими бомбардировщиками. 79-я дивизия начала отступать, не в силах держатся против 80-й пехотной дивизии.

### 1945 год
После тяжёлых боёв, продолжавшихся вплоть до января 1945 года, дивизия сдавала позиции американским войскам у Гейдельберга и Дармштадта. В середине апреля остатки 79-й воевали в непосредственной близости от Ротенбург-об-дер-Таубера под названием боевой группы «Гуммель». Последние части 79-й народно-гренадерской дивизии сдались американцам 14 апреля 1945 года.

## Командиры
| 79-я пехотная дивизия (март 1939 — август 1944)           |                                              |
| генерал пехоты Карл Штрекер                               | март 1939 — январь 1942                      |
| генерал-лейтенант Рихард граф фон Шверин                  | январь 1942 — август 1943                    |
| генерал-майор Генрих Крайпе                               | август 1943 — октябрь 1943                   |
| полковник Андреас фон Аулок                               | октябрь 1943                                 |
| генерал-лейтенант Фридрих Вайнкнехт                       | октябрь 1943 — 29 августа 1944 (взят в плен) |
| 79-я народная пехотная дивизия (октябрь 1944 — март 1945) |                                              |
| генерал-майор Эрих Вебер                                  | 1944                                         |
| полковник Рейнхерр                                        | 1945                                         |
| полковник Курт Гуммель                                    | 1945                                         |
| подполковник фон Хобе                                     | 1945                                         |
| полковник Рейман                                          | 1945                                         |
| полковник Зеер                                            | 1945                                         |

## Организация
| 79-я пехотная дивизия (1939) - 208-й пехотный полк - 212-й пехотный полк - 226-й пехотный полк - 179-й артиллерийский полк - 179-й инженерный батальон - 179-й противотанковый артиллерийский дивизион - 179-й разведывательный батальон - 179-й батальон связи - 179-й отряд снабжения (1944) - 208-й пехотный полк - 212-й пехотный полк - 226-й пехотный полк - 179-й артиллерийский полк - 179-й инженерный батальон - 179-й противотанковый артиллерийский дивизион - 179-й разведывательный батальон - 179-й батальон связи - 179-й отряд снабжения | депо-дивизия «Кацбах» / / 586-я народная пехотная дивизия (1944) - 1-й пехотный полк «Кацбах» - 2-й пехотный полк «Кацбах» - 3-й пехотный полк «Кацбах» - артиллерийский полк «Кацбах» - дивизионные подразделения | 79-я народная пехотная дивизия (1944—1945) - 208-й пехотный полк - 212-й пехотный полк - 226-й пехотный полк - 179-й артиллерийский полк - 179-й инженерный батальон - 179-й противотанковый артиллерийский дивизион - 179-й разведывательный батальон - 179-й батальон связи - 179-й отряд снабжения |

## Награды
Количество кавалеров Рыцарского креста в 79-й дивизии, в период её существования как пехотная, составило 13 человек при 14 награждениях, два человека (Гюнтер Гёбель и Фриц Мюллер) было отмечено Дубовыми листьями к Рыцарскому кресту. Во время её функционирования как народно-гренадерской эта награда была присвоена ещё двоим.

## Комментарии
1. ↑  Волной называлась группа немецких пехотных дивизий, мобилизованных примерно в одно время, примерно с таким же типом организации, оборудованием, персоналом и подготовкой кадров.
2. ↑  Речь идёт о тридцать второй волне мобилизации
3. ↑  Гёбель оба награждения получил в составе 79-й пехотной дивизии, Мюллер — только второе, первый раз он награждался, будучи командиром 38-го егерского полка 8-й егерской дивизии